# Papulaspora brachiata
Papulaspora brachiata är en svampart som först beskrevs av Ellis & Barthol., och fick sitt nu gällande namn av J.L. Crane & Schokn. 1975. Papulaspora brachiata ingår i släktet Papulaspora, klassen Sordariomycetes, divisionen sporsäcksvampar och riket svampar.   Inga underarter finns listade i Catalogue of Life.